# Andrea Guerra (dirigente d'azienda)
Andrea Guerra (Milano, 26 maggio 1965) è un dirigente d'azienda italiano.
È stato presidente esecutivo di Eataly dal 2016 al 2020 e amministratore delegato di Luxottica dal 27 luglio 2004 al 31 agosto 2014. Prima di questi incarichi ha trascorso un periodo di dieci anni in Merloni Elettrodomestici, successivamente Indesit, giungendo a ricoprirne il ruolo di amministratore delegato.

## Biografia
Laureato in Economia e Commercio presso la Sapienza - Università di Roma nel 1989, inizia a lavorare nella catena alberghiera Marriott Italia fino a essere nominato direttore marketing. Nel 1994 passa in Merloni Elettrodomestici, occupandosi prima di un progetto di logistica, venendo poi inviato in Turchia dove l'azienda locale ha qualche difficoltà, finendo per essere infine nominato amministratore delegato del gruppo nel 2000, sostituendo così il manager uscente Francesco Caio giunto a fine mandato e diventando così il più giovane AD di una società quotata.
Nel 2004 passa a Luxottica e nello stesso anno è stato inserito nella lista del Financial Times delle "25 stelle del business".

### Luxottica
Sotto la guida di Guerra il valore del titolo Luxottica cresce dai 14 euro del 2003 ai 40 del 2014 e il fatturato aziendale viene quasi triplicato, passando dai 2,8 miliardi del 2003, agli oltre 7 miliardi del 2013.  Andrea Guerra rimane in carica fino al 1º settembre 2014, quando il patron di Luxottica Leonardo Del Vecchio ne annuncia l'uscita al termine del consiglio di amministrazione. Grazie al lavoro svolto in Luxottica, Guerra è stato nominato secondo miglior amministratore delegato in Italia dalla classifica Thomson Reuters Exter 2014, dietro al numero uno di Assicurazioni Generali Mario Greco.

### Altre cariche
Guerra è membro del comitato strategico del Fondo Strategico Italiano, è nel CdA di Amplifon S.p.A., di Ariston Thermo Group, è tra gli azionisti del quotidiano online Linkiesta e membro del CdA dell'Università Bocconi.
In passato è stato consigliere presso Parmalat S.p.A., Banca Nazionale del Lavoro e DeA Capital S.p.A.
Nel periodo di formazione del governo Renzi, nel febbraio del 2014, diverse testate giornalistiche hanno ipotizzato un suo coinvolgimento nella compagine di governo, possibilità smentita dallo stesso Guerra. Da dicembre dello stesso anno è consigliere strategico di Renzi per le politiche industriali e relazioni con la business community.
Alla fine del 2016 lascia il ruolo di consigliere strategico a Palazzo Chigi per accettare l'incarico di presidente esecutivo di Eataly su richiesta di Oscar Farinetti, in procinto di defilarsi dall'azienda a favore dei figli e dello stesso Guerra. Nel gennaio 2020 Guerra lascia l'azienda mantenendo ancora l'incarico per un periodo transitorio.
Dal 2020 è CEO di LVMH Hospitality Excellence e membro del comitato esecutivo. Da gennaio 2021 è anche a capo di Fendi e Loro Piana.
Dal 26 gennaio 2023 è CEO di Prada.

## Curiosità
Sin da ragazzo colleziona statuine di elefanti, grandi e piccoli, divise tra la casa e l'ufficio. Ne ha più di 2.200.
È un appassionato di calcio e grande sostenitore della Società Sportiva Lazio.